# Voiscreville
Voiscreville é uma comuna francesa na região administrativa da Normandia, no departamento de Eure. Estende-se por uma área de 1,7 km². Em 2010 a comuna tinha 125 habitantes (densidade: 73,5 hab./km²).